# Una vita esagerata
Una vita esagerata (A Life Less Ordinary) è un film del 1997 diretto da Danny Boyle.
Le riprese del film si svolsero dal 30 settembre 1996 al 5 dicembre 1996.

## Trama
Robert, un ingenuo guardiano appena licenziato, si vendica con il rapimento di Celine, figlia del padrone della fabbrica per cui lavora. Lui è un perdente, completamente incapace di gestire un piano criminale. Lei è viziata, sicura di sé e annoiata. Per Celine il sequestro in cui viene coinvolta diventa una piacevole avventura e presto è lei a prendere in mano la situazione. Per Robert inizia un'odissea di armi, rapine e inseguimenti, ma rapitore e ostaggio troveranno anche il modo di piacersi.